# Haec mutatio dexterae Excelsi
La locuzione latina Haec mutatio dexterae Excelsi, tradotta letteralmente, significa questa conversione è opera della mano di Dio.
Si dice anche di tutti i cambiamenti in melius, quando non se ne conoscono le cause naturali. Questa frase è messa dal Manzoni in bocca al cappellano crocifero del cardinale Borromeo, alla vista della conversione dell'Innominato.